# Adriaan van Maanen

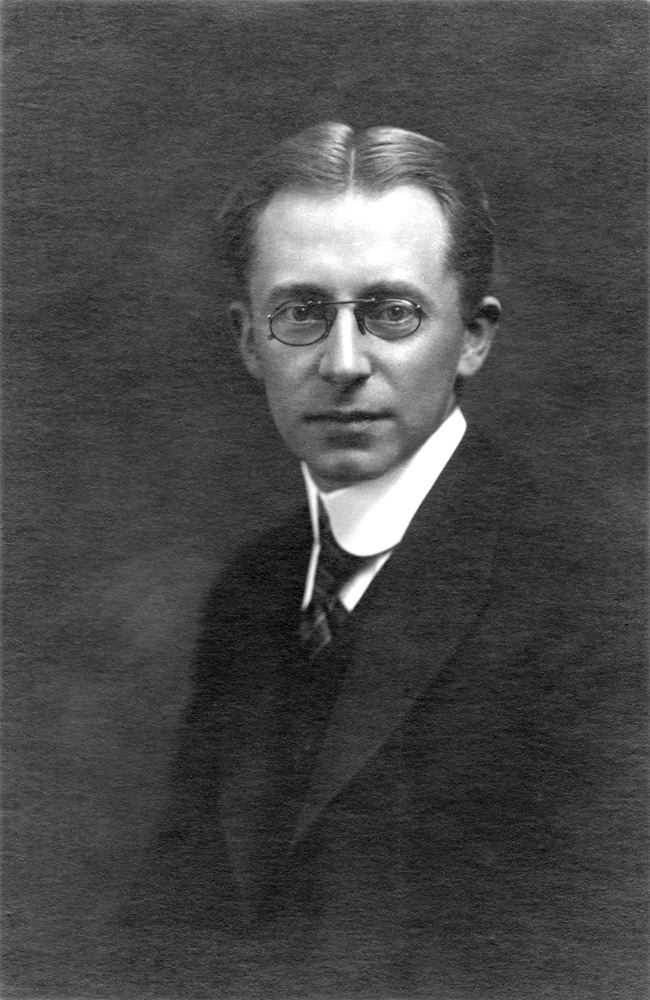
Adriaan van Maanen

Adriaan van Maanen (* 31. März 1884 in Sneek; † 26. Januar 1946 in Pasadena (Kalifornien)) war ein niederländisch-US-amerikanischer Astronom.

## Leben
Adriaan van Maanen kam am 31. März 1884 in der niederländischen Provinz Friesland als Sohn des Lehrers Johan Willem Gerbrand van Maanen und dessen Frau Catharina Adriana, geborene Visser, zur Welt. Er studierte an der Universität Utrecht, erlangte 1906 seinen Bachelor-Abschluss und 1909 seinen Master-Abschluss. Dort wurde er 1911 mit der Dissertation The Proper Motions of 1418 Stars in and near the clusters h and χ Persei (deutsch: Eigenbewegungen von 1418 Sternen innerhalb und nahe der Sternhaufen h und χ Persei) unter Albertus Nijland und Jacobus Kapteyn promoviert. Anschließend ging er, finanziell unterstützt von einem reichen Cousin, für ein Jahr an das Yerkes-Observatorium, 1912 erhielt er bei George Ellery Hale eine Anstellung am Mount-Wilson-Observatorium, wo er sich für den Rest seines Lebens mit Astrometrie befasste, insbesondere mit der Ermittlung von Parallaxen und Eigenbewegungen.
Van Maanen fand einige nahe gelegene leuchtschwache Sterne, darunter einen nur rund 14 Lichtjahre entfernten weißen Zwerg, den man heute Van Maanens Stern nennt.
Er bestimmte die Eigenbewegungen vieler Sterne, etwa in der Umgebung oder im Inneren des Orionnebels oder in der Nähe des Aldebarans oder auch vieler schwacher Sterne in insgesamt 42 der von Kapteyn definierten Selected Areas.
Außerdem erforschte er das Magnetfeld der Sonne mittels spektroskopischer Methoden.
Unrühmliche Bekanntheit erhielt van Maanen vor allem durch fehlerhafte astrometrische Messungen von Spiralnebeln, deren Natur zu Anfang seiner Zeit am Mount-Wilson-Observatorium noch unklar war.
Vesto Slipher hatte die Rotation einiger Spiralnebel spektroskopisch nachgewiesen. 
Van Maanen meinte nun 1916, eine Rotation von M101 mit einer Periode von 85.000 Jahren durch Vergleich mit älteren Fotoplatten von George Willis Ritchey nachweisen zu können, was den Nebel zwangsläufig innerhalb der Milchstraße verortet hätte, da sich anderenfalls Rotationsgeschwindigkeiten jenseits der Lichtgeschwindigkeit ergeben hätten.
In der sogenannten großen Debatte gab es die Positionen, nach denen diese Spiralnebel sich innerhalb der einzigen Milchstraße befinden, vertreten von Harlow Shapley, oder weit außerhalb unserer Milchstraße liegen und eigene „Weltinseln“ bilden, vertreten von Heber Curtis, die man daher auch die Shapley-Curtis-Debatte nannte.
Van Maanens Rotationsergebnisse waren dabei ein wichtiger Bestandteil von Shapleys Argumentation.
Eine endgültige Klärung erbrachte erst Edwin Hubble 1923 durch Beobachtungen von Cepheiden im Andromeda-Nebel, die eine Entfernungsbestimmung des Andromeda-Nebels erlaubte, zugunsten der vielen „Weltinseln“, das heißt der Existenz mehrerer weit entfernter Galaxien. Hubble und Kollegen versuchten vergeblich, van Maanens Messungen nachzuvollziehen, eine Rotation auf Basis der Plattenvergleiche war nicht nachweisbar. Es scheint unklar zu bleiben, wie es zu van Maanens Fehleinschätzung kommen konnte.
Weitere Details und mögliche Fehlerursachen zu den von van Maanen festgestellten internen Bewegungen der Spiralnebel finden sich im unten angegebenen Aufsatz von Norris S. Hetherington.
Van Maanen war nie verheiratet. Er starb am 26. Januar 1946 im Alter von 61 Jahren an Herzschwäche.

## Ehrungen
- Im Jahre 1970 benannte die Internationale Astronomische Union den Mondkrater Van Maanen offiziell nach Adriaan van Maanen.[8]